# Santa Lucia del Gonfalone
Santa Lucia del Gonfalone ist eine Kirche und Titeldiakonie im römischen Rione Regola an der Via dei Banchi Vecchi in der Nähe des Corso Vittorio Emanuele II.

## Geschichte
Im 14. Jahrhundert wurde die Kirche Santa Lucia nuova genannt, dies auch in einigen Dokumenten von 1352 und 1371 belegt, um sie von der Kirche Santa Lucia vecchia zu unterscheiden. Die alte Kirche wurde durch das Oratorio del Gonfalone ersetzt, welches mittlerweile profaniert ist und als Konzertsaal dient. Sie wurde aber auch als Santa Lucia in Pescivoli oder Santa Lucia della chiavica bezeichnet. Armellini meinte, dass die Kirche bis zum Ende des 13. Jahrhunderts oder Anfang des 14. Jahrhunderts zurückverfolgt werden kann. 1511 wurde die Kirche wieder aufgebaut. Restauriert wurde sie in den Jahren 1603. 1761 bis 1765 wurde die Kirche von Marco David umgebaut. Finanziert wurde der Umbau von Kardinal Flavio Chigi. 1823 wurde die Pfarrei, da sie zu klein war, aufgelöst und komplett der Bruderschaft übergeben. 1863–1867 wurde das Innere von Francesco Azzurri renoviert. In den 1890er Jahren begann der Niedergang der Bruderschaft, da die Finanzen von der italienischen Kirche beschlagnahmt wurden. Der Komplex wurde den Claretiner übergeben, die ein kleines Kloster errichteten. Dieses Kloster ist heute der Sitz der Ordensprovinz. Der Sitz des Generalat ist Sacro Cuore Immacolato di Maria ai Parioli.
Titeldiakonie wurde sie durch die Erhebung von Papst Johannes Paul II. am 21. Oktober 2003.

### Arciconfraternita del Gonfalone
Die Erzbruderschaft des Gonfalone betreute beide Kirchen. Die Bruderschaft wurde ursprünglich als Ordine degli Accomandati di Madonna Santa Maria 1264 in Santa Maria Maggiore gegründet und wurde von Papst  Urban IV. genehmigt. Sie bestand aus zwei Kanonikern dieser Kirche und zwölf römischen Adligen. Der Zweck war Buße und gemeinsames Gebet. Die Satzung wurde vom Heiligen Bonaventura erstellt und 1267 genehmigt. Später trugen sie auch den Namen Congregatione dei Raccomendati. Diese Laienbruderschaften waren im Mittelalter sehr beliebt und fanden in Rom und anderen Städten viele Nachahmer. Ursprüngliches Hauptquartier war die Kirche und das Hospiz von Sant'Alberto all'Esquilino. Dieses war zwischen Sant Maria Maggiore und Santa Pudenziana, an der westlichen Ecke der heutigen Piazza dell’Esquilino. Papst Martin V. verlegte das Hauptquartier nach Santa Lugia Nuova. Im Jahre 1486 wurde die Bruderschaft mit vier anderen römischen Bruderschaften zu neuen Arciconfraternità del Gonfalone zusammengelegt, die ihren Sitz an der Kirche Santa Lucia Vecchia hatte, um Kollisionen wegen der Pfarrfunktion von Sant Lucia Nuova zu umgehen. Allerdings war das Hospiz für Pilger bis 1492 dort. Gonfalone bezieht sich auf die Fahnen die Bruderschaft unter anden bei Prozessionen bei sich führten. Die Bruderschaft trug wie viele Bruderschaften ein weißes Gewand.
1544 wurde Santa Lucia Vecchia von der Bruderschaft abgerissen, um Platz für das Oratorio del Gonfalone zu haben.

## Beschreibung

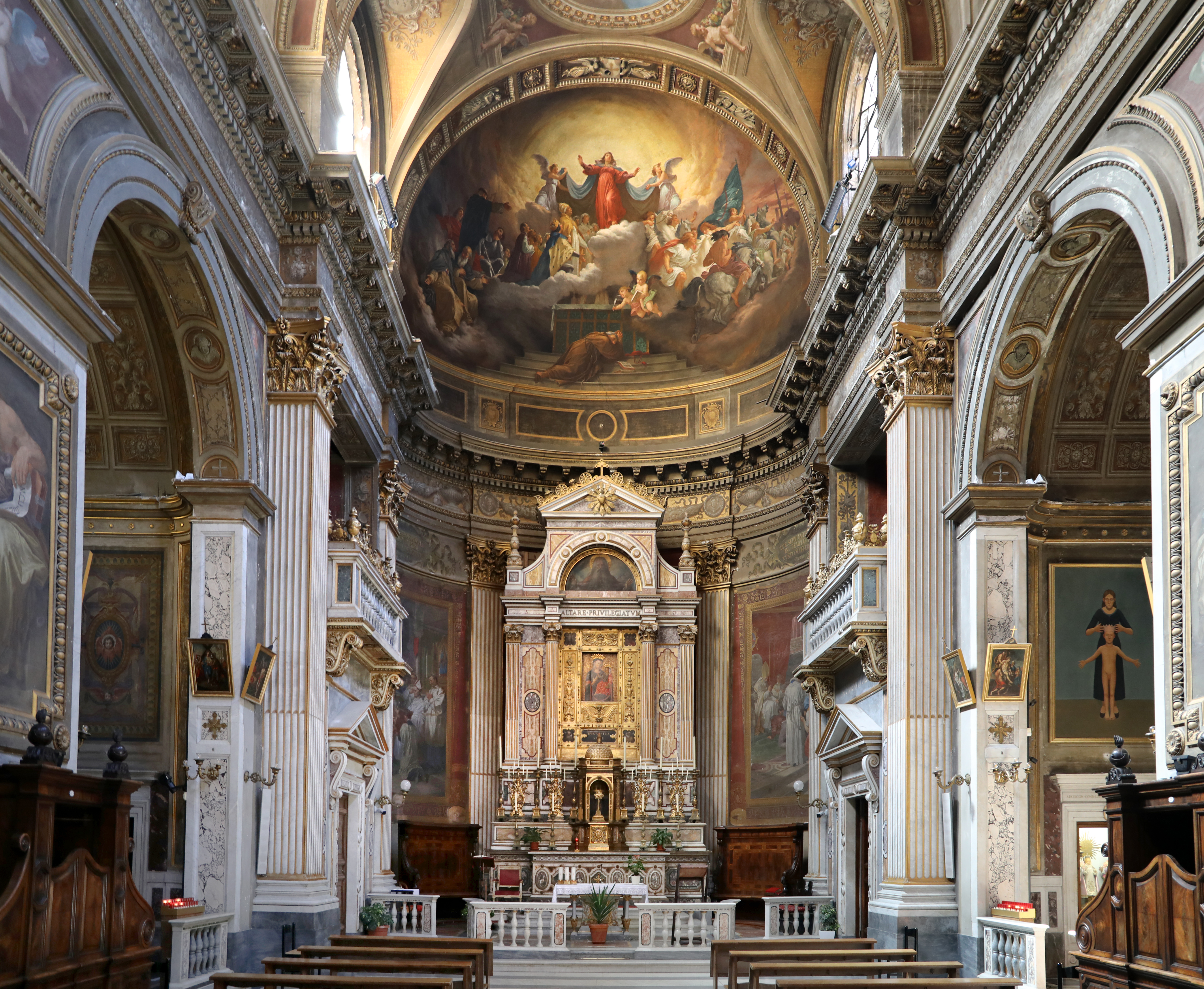
Innenansicht

Der spätbarocke Campanile befindet sich rechts der Apsis oberhalb des Klosters.
Im Inneren ist ein Kirchenschiff, eine Krypta mit einer Apsis am Ende und drei Seitenkapellen je Seite. Die Kapellen sind vom Eingang beginnend gegen den Uhrzeigersinn:
- Heiliger Franz von Sales und Thomas von Villanova
- Heilige Lucia von Syrakus
- Heiliger Peter und Paul
- Heiliger Franz von Assisi
- Heiliges Kreuz
- Heiliger Karl Borromäus

Ein Altar mit der Darstellung Madonna del Gonfalone und ein hölzernes Kruzifix stammen aus dem 16. Jahrhundert.

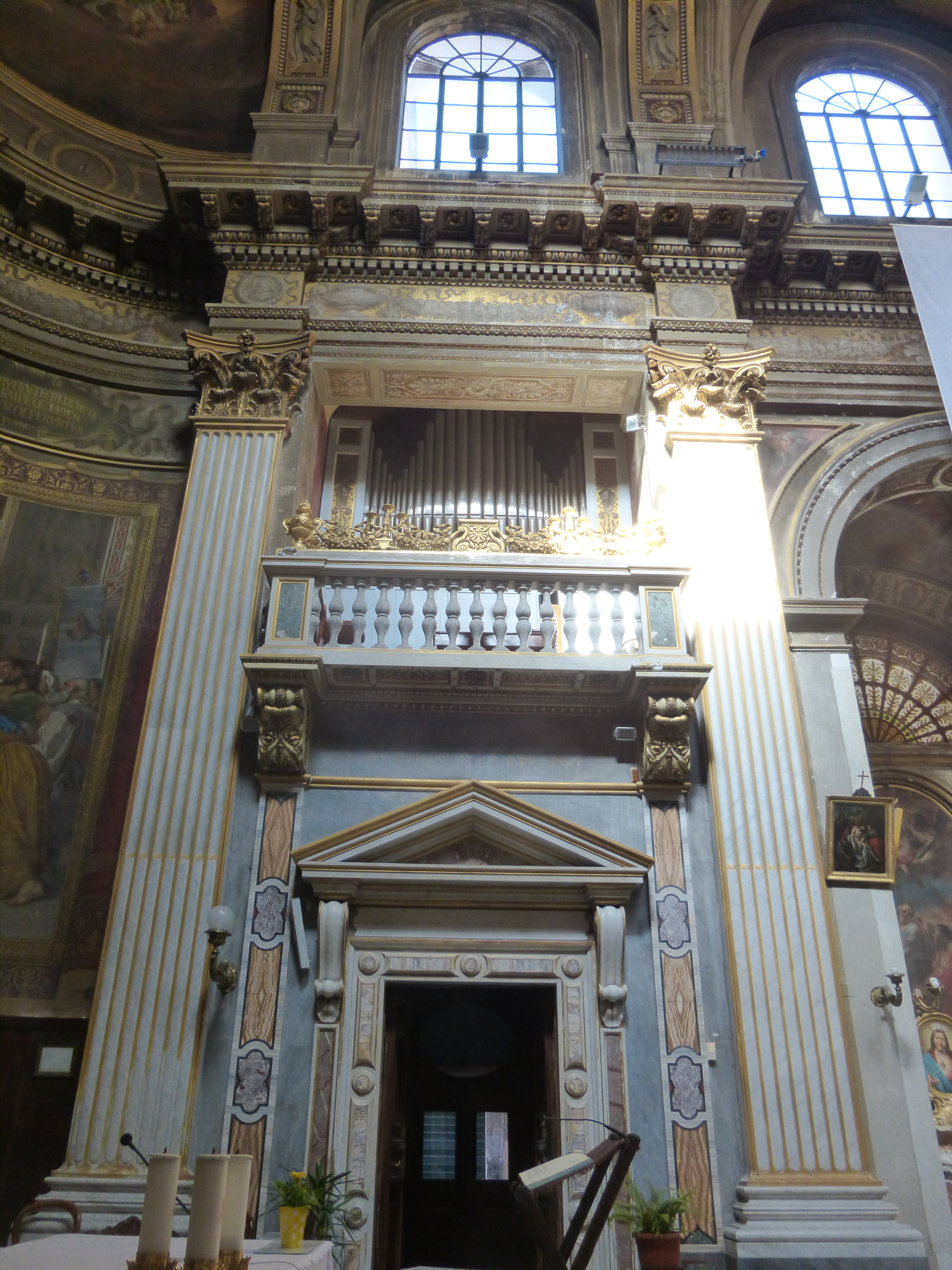
Die Orgel

### Orgel
Auf einem Vorsprung im Chor wurde die Orgel 1882 von Nicola Morettini gebaut. Die Schauseite ist im neoklassizistischen Stil gestaltet. Die Traktur ist mechanisch. Das Instrument verfügt über zwei Manuale und  Pedal. Die Disposition weist folgende Register auf:
| Concerto (links) C–c3 |     |
| Voce celeste D        | 8′  |
| Fugata                | 8′  |
| Bordone B             | 8′  |
| Bordone D             | 8′  |
| Flauto dolce D        | 8′  |
| Clareolino B          | 8′  |
| Clareolino D          | 8′  |
| Violoncello           | 8'  |
| Viola B               | 8′  |
| Viola D               | 8′  |
| Dulciana              | 4′  |
| Flauto ottaviante D   | 4′  |
| Corno inglese D       | 16′ |
| Tromba B              | 8′  |
| Tromba D              | 8′  |

| Ripieno (rechts) C–c3 |       |
| Principale            | 16′   |
| Principale B          | 8′    |
| Principale D          | 8′    |
| Ottava                | 4′    |
| Nasardo               | 2 ⁄3′ |
| Piccolo               | 2′    |
| Pieno                 | 1 ⁄3′ |
| Pieno                 | 1′    |
| Pieno                 | 2⁄3′  |
| Pieno                 | 1⁄2′  |

| Pedale C–d1 |     |
| Violone     | 16′ |
| Ottava      | 8′  |
| Trombone    | 8′  |

Anmerkungen
1. ↑  An der Konsole wird es mit Tremola bezeichnet.

## Titeldiakonie
Bisherige Titelträger sind:
- Francesco Marchisano, Kurienkardinal, 21. Oktober 2003–27. Juli 2014
- Aquilino Bocos Merino CMF, seit 28. Juni 2018